# Gemma Magría
Gemma Magría (14 de abril de 1981) es una deportista española que compitió en taekwondo. Ganó una medalla de plata en el Campeonato Mundial de Taekwondo de 2001 y una medalla de bronce en el Campeonato Europeo de Taekwondo de 2000.

## Palmarés internacional
| Campeonato Mundial | Campeonato Mundial   | Campeonato Mundial | Campeonato Mundial |
| Año                | Lugar                | Medalla            | Categoría          |
| ------------------ | -------------------- | ------------------ | ------------------ |
| 2001               | Jeju (Corea del Sur) | Medalla de plata   | –55 kg             |
| Campeonato Europeo |                      |                    |                    |
| Año                | Lugar                | Medalla            | Categoría          |
| 2000               | Patras (Grecia)      | Medalla de bronce  | –55 kg             |